# Süßwassermuscheln

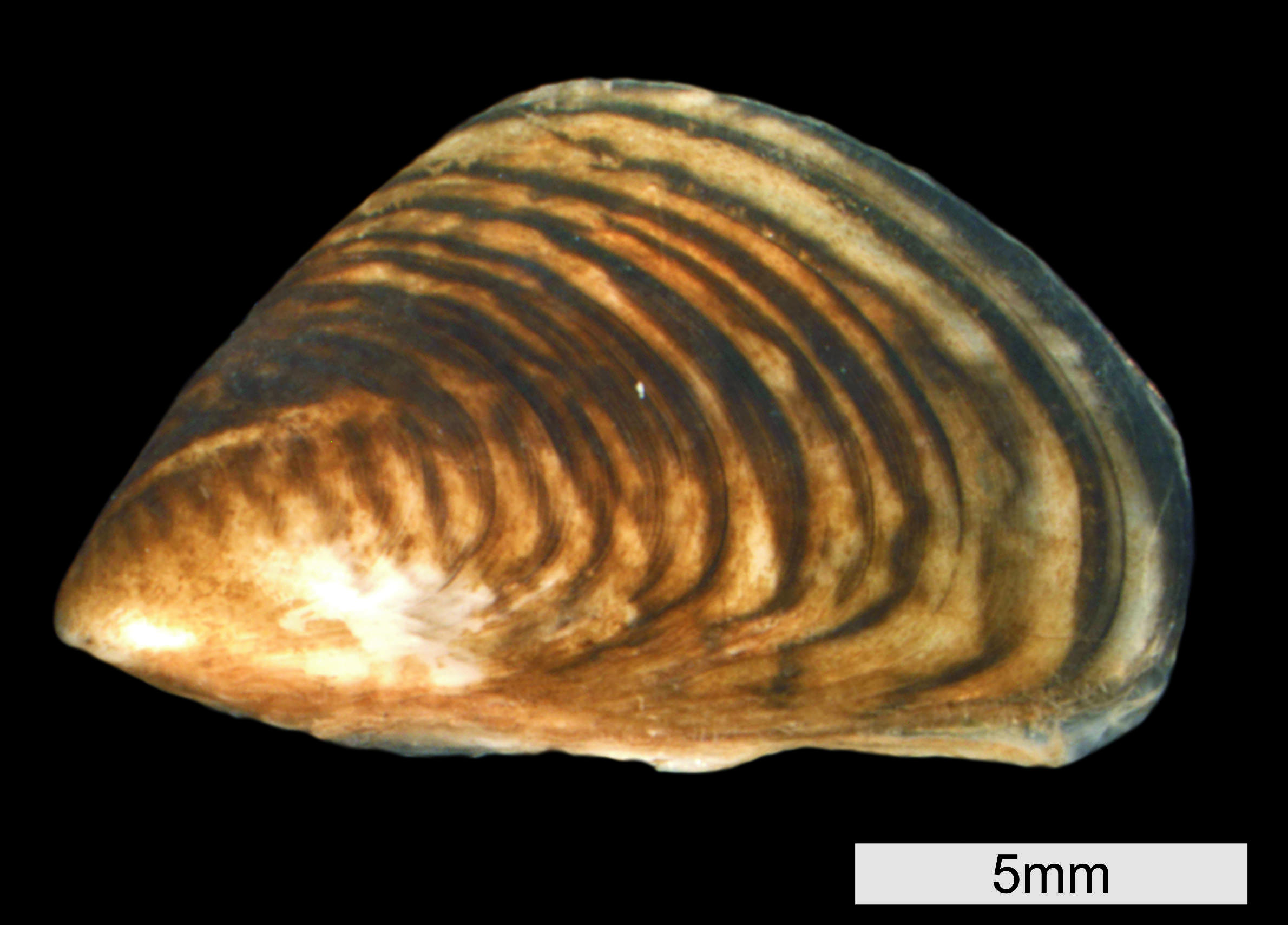
Die Quaggamuschel ist eine invasive Süßwassermuschel

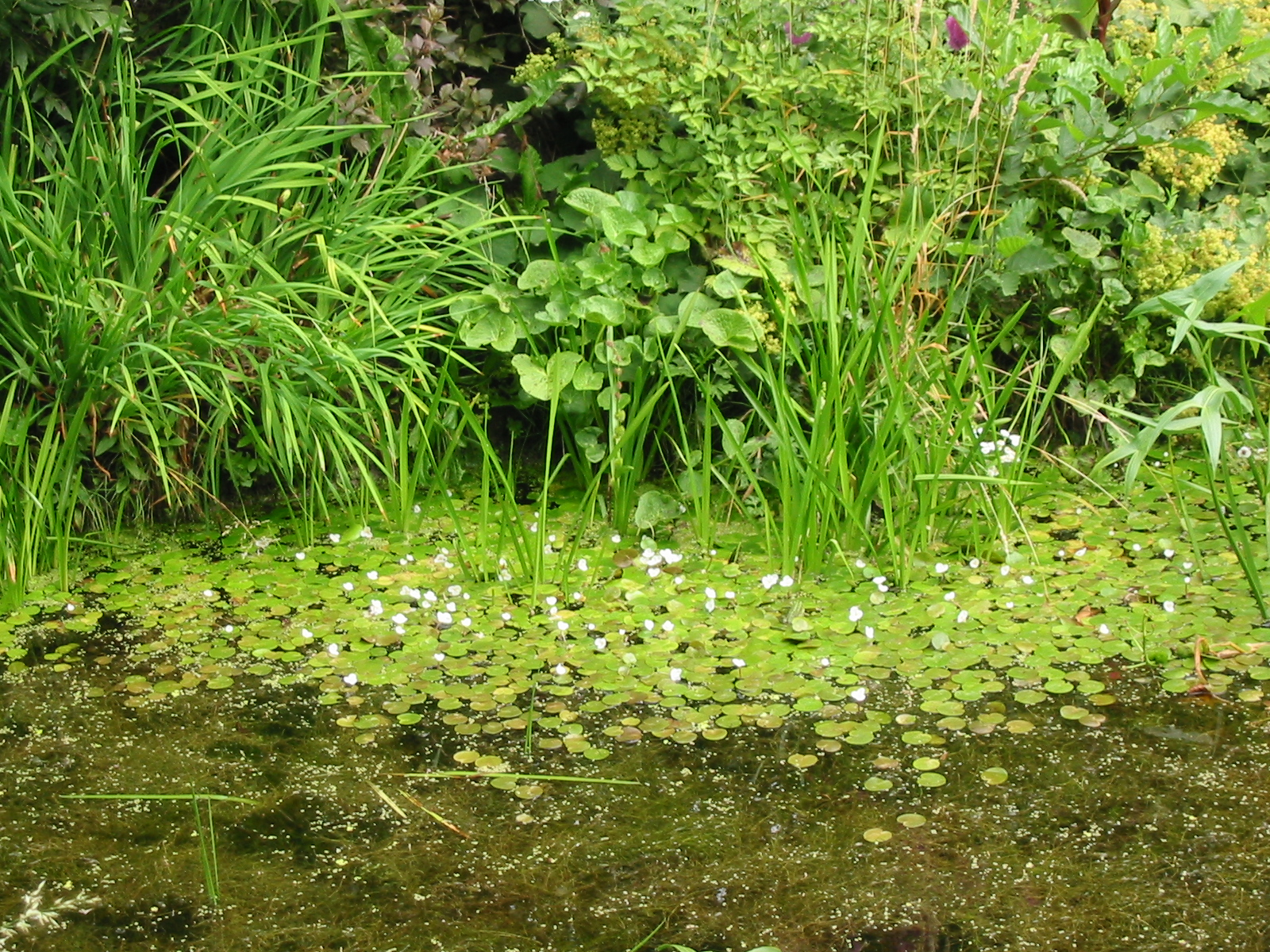
Typisches Habitat: ein Tümpel

Süßwassermuscheln sind eine von zwei Gruppen von Weichtieren, welche im Süßwasser vorkommen. Die andere Gruppe sind die Süßwasserschnecken.
Die meisten Muscheln leben in Salzwasser; das Habitat  dieser Muscheln ist jedoch das Süßwasser.
Die meisten Muschelarten finden sich im Meer. Einige Familien von Muscheln haben sich angepasst, sodass sie in Süßwasser oder manchmal Brackwasser überleben können. Diese Familien gehören zu verschiedenen Gruppen, welche miteinander nicht näher verwandt sind: die große Ordnung Unionida (Naiaden) mit 6 Familien sowie die Familien Dreikantmuscheln, Körbchenmuscheln und Kugelmuscheln, die neuerdings in drei verschiedene Ordnungen gestellt werden, in denen auch Meeresmuscheln vertreten sind.
Süßwassermuscheln haben eine einfache Morphologie, welche innerhalb der Taxa leicht variiert.
Die verschiedenen Gruppen unterscheiden sich auch anhand ihrer Größe: Erbsenmuscheln (Familie Kugelmuscheln) sind ausgewachsen nur 3 mm groß. Die Große Teichmuschel erreicht Längen von 20 cm; sie gehört zu den größten Süßwassermuscheln. Flussperlmuscheln sind auch von ökonomischem Interesse: sie werden zur Perlenzucht und zur Herstellung von Perlmutt verwendet. Die meisten Muscheln haben nur eine kurze Lebensdauer; einige können jedoch Alter von hunderten von Jahren erreichen.
Süßwassermuscheln kommen in verschiedenen Habitaten vor: kleine Tümpel, Teiche, Seen, Kanäle, Flüsse und Sümpfe. Obwohl sie in vielen verschiedenen Ökosystemen präsent sind, gehören viele Süßwassermuscheln zu den gefährdeten Arten. In Nordamerika sind viele Arten ausgestorben; von den verbleibenden gelten 65 Prozent als gefährdet. Trockenheit, Waldrodungen, Ackerbau, die Errichtung von Staumauern und Wehren zum Wassermanagement, sowie Veränderungen der Wassertemperatur stellen Gefahren für diese Muscheln dar. Schutzmaßnahmen zielen darauf ab, verlorengegangene freilebende Muschelpopulationen wiederherzustellen. Diese Populationen sollen dazu eingesetzt werden, die Wasserqualität zu überwachen, zu verbessern, und einzelne Ökosysteme zu vergrößern.

## Verbreitung
Die genaue Verbreitung aller in Süßwasser vorkommenden Gattungen kann nicht zweifelsfrei angegeben werden: Für viele Regionen, vor allem in Afrika und Südamerika, fehlen exakte Daten. Süßwassermuscheln wurden in allen Biomen der Erde, außer der Antarktis gefunden. In der Paläarktis gibt es 40 Gattungen von Süßwassermuscheln, 59 in der Nearktis, 23 in der Afrotropis, 51 in der Neotropis, 47 in der Orientalis, 13 in Australasien und 2 auf Pazifikinseln (beides Kugelmuscheln, Familie Sphaeriidae); in Summe 206 Gattungen.

## Bilder

Ordnung Unionida: Najaden
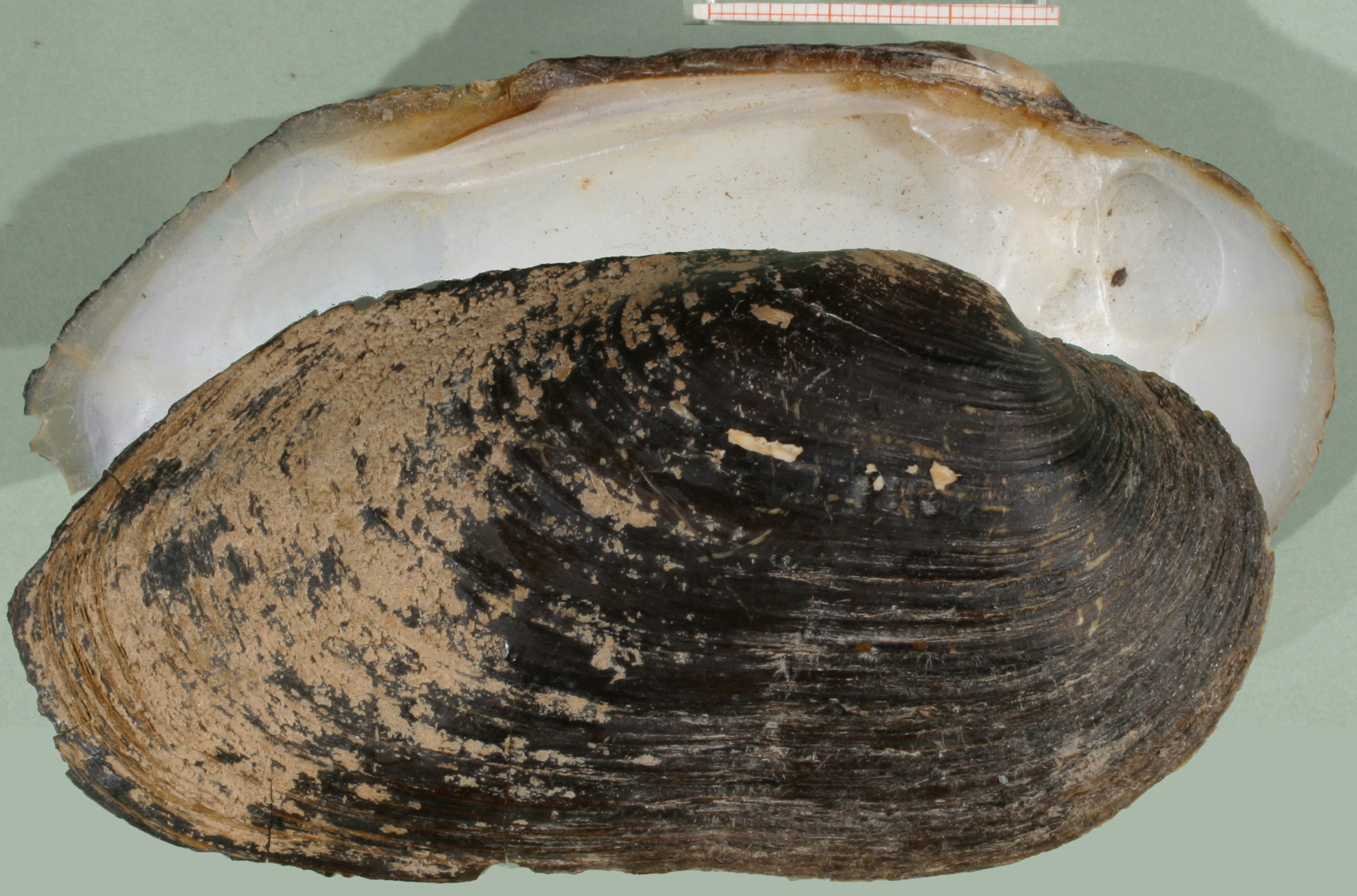
Familie Margaritiferidae (Flussperlmuscheln),  Margaritifera auricularia
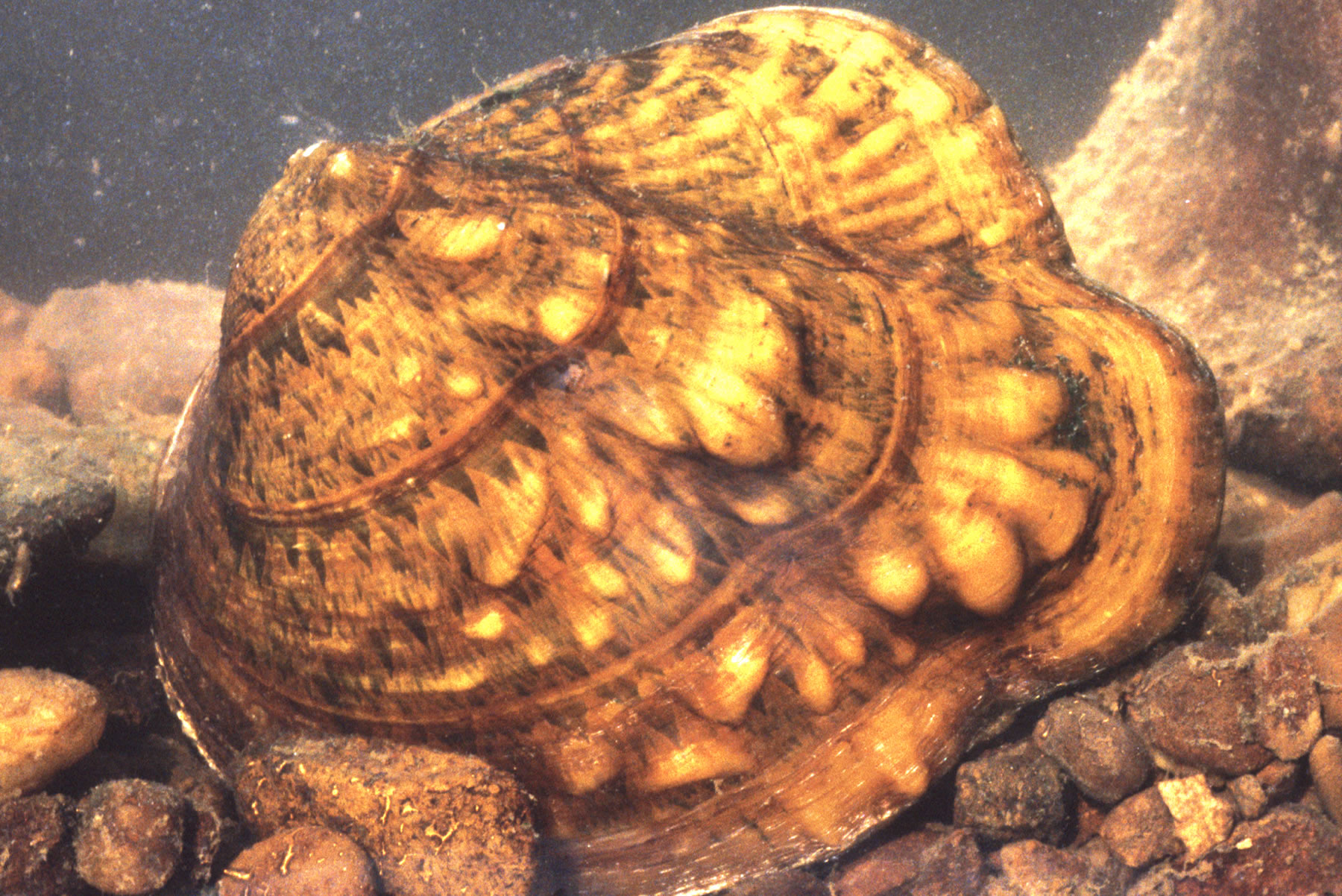
Familie Unionidae (Fluss- und Teichmuscheln), Quadrula metanevra, „Affengesichtsmuschel“
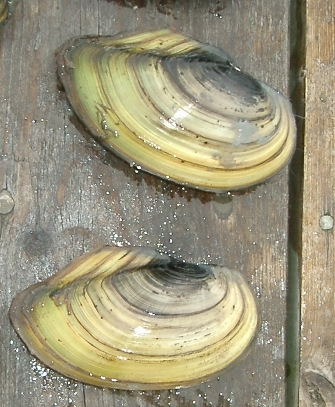
Familie Unionidae, Anodonta cygnea (Schwanenmuschel/ Grosse Teichmuschel)